# جيريمي كلاين
جيريمي كلاين (بالإنجليزية: Jeremy Klein)‏ هو متزلج لوحي أمريكي، ولد في 12 يوليو 1971 في توررانسي في الولايات المتحدة.

## وصلات خارجية
- جيريمي كلاين على موقع IMDb (الإنجليزية)
- جيريمي كلاين على موقع قاعدة بيانات الفيلم (الإنجليزية)